# Киршонское (сельское поселение)
Киршонское — упразднённое муниципальное образование со статусом сельского поселения в составе Балезинского района Удмуртии.
Административный центр — деревня Киршонки.
Законом Удмуртской Республики от 17.05.2021 № 49-РЗ к 30 мая 2021 года упразднено в связи с преобразованием муниципального района в муниципальный округ.

## Население
| 2010 | 2012 | 2013 | 2014 | 2015 | 2016 |
| ---- | ---- | ---- | ---- | ---- | ---- |
| 459  | ↘448 | ↘443 | ↘433 | ↘412 | ↘411 |
| 2017 | 2018 | 2019 | 2020 | 2021 |      |
| ↘390 | ↘374 | ↘356 | ↘328 | ↘311 |      |

## Населённые пункты
В состав поселения входят следующие населённые пункты:
| Населённый пункт  | Население (2007) |
| ----------------- | ---------------- |
| Кирино            | 41               |
| Киршонки          | 266              |
| Мартелёнки        | 19               |
| Петухово          | 44               |
| Рахмал            | 1                |
| Сосновка          | 110              |
| Тугей             | 7                |
| У Речки Даниловка | 4                |
| Ягварь            | 1                |

### Упразднённые населённые пункты
Денисёнки — деревня, исключена из учётных данных в 2004 г.

## Социальная инфраструктура
В поселении действуют действуют школа и детский сад в деревне Киршонки, библиотека, клуб, фельдшерско-акушерский пункт. Среди предприятий работает ДК «Дружба».